# Arie Teeuwisse

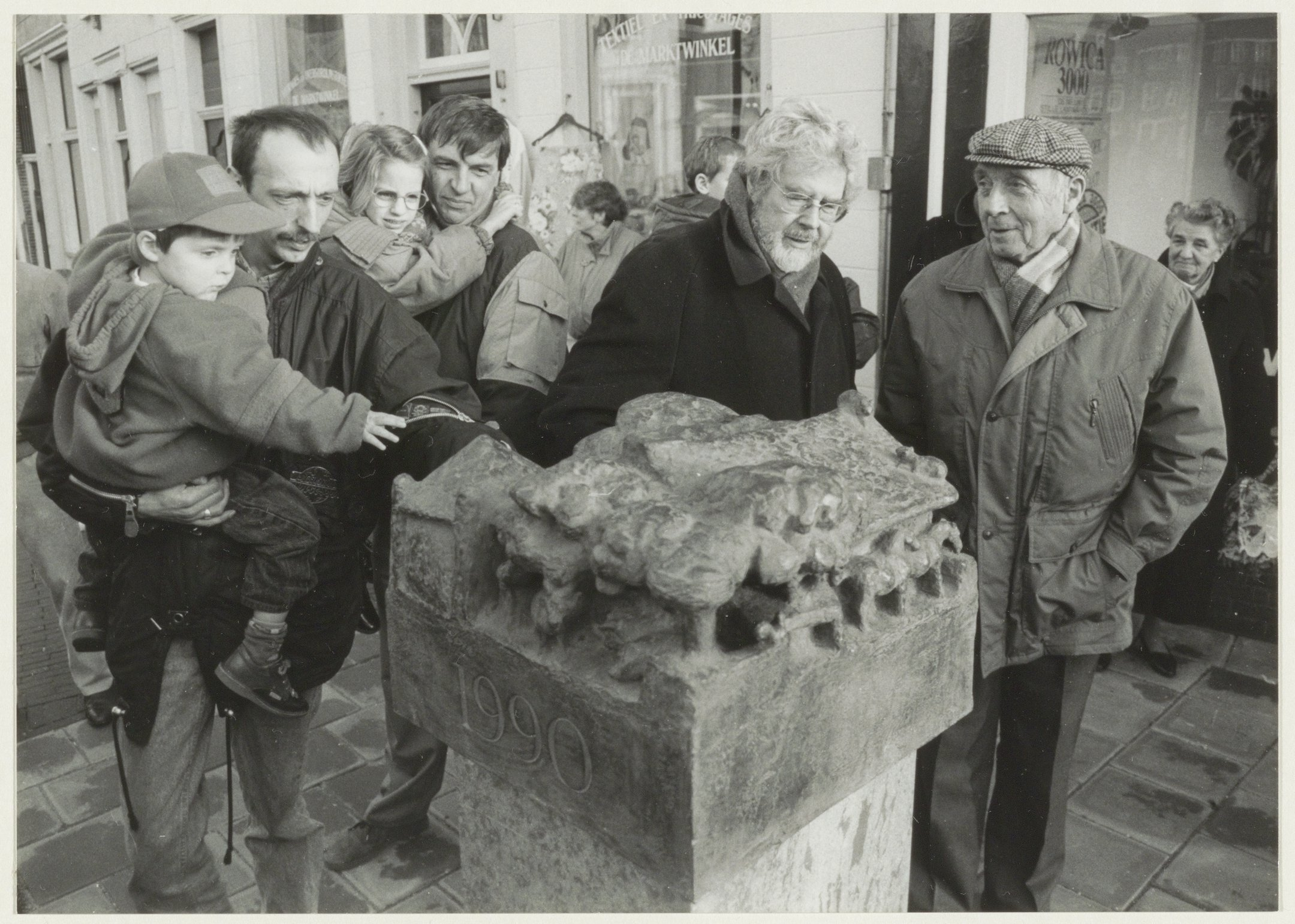
Op 10 januari 1990 onthulde boer Piet van der Zwet (rechts) een kunstwerk aan de Spaarnwouderstraat in Haarlem. Dit beeldje van Arie Teeuwisse (naast van der Zwet) stelt een boerderij voor en is ter nagedachtenis aan Van der Zwet en zijn voorouders die vanaf 1896 aan de Leliestraat hebben geboerd. In 1985 hield van der Zwet ermee op, maar zijn boerderij leeft in het beeldje verder.

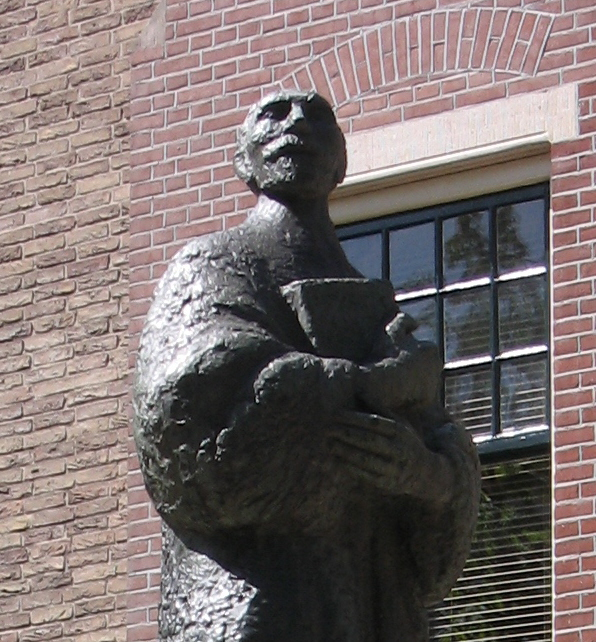
Johannes Stalpaert van der Wiele (1962), Bagijnhof, Delft

Adrianus Johannes Petrus Franciscus (Arie) Teeuwisse (Amsterdam, 9 mei 1919 - Uffelte, 21 augustus 1993) was een Nederlands beeldhouwer en illustrator/striptekenaar.

## Leven en werk
Arie Teeuwisse werd geboren in Amsterdam als tweede zoon van onderwijzer Adrianys Johannes Petrus Teeuwisse en Hendrika Berendina Bosman. Zijn oudere broer was de illustrator Cor Teeuwisse. Teeuwisse volgde van 1936 tot 1940 een opleiding aan het Instituut voor Kunstnijverheidsonderwijs in Amsterdam, waar hij les kreeg van Jaap Kaas. Vervolgens startte hij een opleiding aan de Rijksakademie van Beeldende Kunsten eveneens in Amsterdam. Hier kreeg hij les van Jan Bronner. Deze opleiding moest hij afbreken in 1943, waarna hij onderdook boven de berenverblijven in Artis. Zijn verbinding met Artis via het onderduikadres én Jaap Kaas, die ook wel de beeldhouwer van Artis wordt genoemd, blijkt duidelijk aan het aantal beeldhouwwerken dat hij daar heeft achtergelaten. In 1945 kon hij zijn opleiding voortzetten en in 1947 was hij afgestudeerd. Teeuwisse was vooral bekend om zijn dierenbeelden en mensfiguren. In 1948 trouwde hij. In 1954 kreeg het echtpaar een dochter, die in 1969 op veertienjarige leeftijd overleed. In 1955 kregen ze een zoon Jan Teeuwisse. Van 1963 tot 1982 was Teeuwisse docent beeldhouwen aan de Academie van Beeldende Kunsten en Technische Wetenschappen in Rotterdam. Hij was lid van Arti et Amicitiae en de Nederlandse Kring van Beeldhouwers.
Teeuwisse maakte vanaf 1947 verschillende illustraties en strips voor de KRO-gids. Voor deze strips werkte hij onder anderen samen met tekstschrijver Wil Janse en Lou Hoefnagels, met wie hij de stripreeks Kroosje maakte. Dit deed hij tot 1965.

## Werken in de openbare ruimte
Amstelveen
- Cyrano de Bergerac (1975), Schouwburg Amstelveen

Amsterdam
- drie gevelreliëfs, Burg. Eliasstraat 76
- Vogels en sterren (1961), Burgemeester Eliasstraat in Amsterdam[1]
- Ark van Noach (1963), Artis bij de Vogelweide
- Serval en Vos (1980), Artis bij het Kleine Zoogdierenhuis
- Armand Louis Jean Sunier (1987), Artis bij het Wisentenpark
- Afrikaanse olifant (1988), Artis (geschonken via Stichting Jaap Kaas)
- De Oppasser (1988), Artis

Bergen op Zoom
- Antoon I Keldermans en Rombout II Keldermans, Markiezenhof
- Muskusos (1976), Jacob Obrechtlaan

Bilthoven
- Geschiedenis van de westerse gezondheidszorg (in samenwerking met Pieter d'Hont) (1979), RIVM
- Monument voor de aap (1994), RIVM

Delft
- Geertrui van Oosten (1958), Heilige Geestkerkhof
- Johannes Stalpaert van der Wiele (1962), Bagijnhof
- Cyrano de Bergerac (1967) Stanislascollege

Diever
- Titania en Spoel (1971), Brink

Genemuiden
- De oude veerman (1989), aan het Zwarte Water

Hilversum
- Eland (1967), Schoolplein de Dubbeldekker aan de Oude Amersfoortseweg
- Pony (1978), A.M.G. Schmidtschool aan het Laapersveld

Hoogeveen
- Pulcinella (1987), Binnentuin Cult. Centrum De Tamboer
- Scapino (1988), Binnentuin Cult. Centrum De Tamboer
- Colombina (1989), Binnentuin Cult. Centrum De Tamboer
- Pantalone (1989), Binnentuin Cult. Centrum De Tamboer
- Schippersmonument "De Turfschipper" (1982), Het Kruis

Utrecht
- Menora van de H. Gerardus Majella Parochie
- Groep schapen (1976), Veemarkt
- 400 jaar Unie van Utrecht (1979), Neude boven ingang ABN-AMRO bank. De twee portretten aan weerszijden zijn van de hand van Pieter d'Hont

Woerden
- De Muntmeester, Westdam, muur Fortisbank
- Ark (1969), Utrechtsestraatweg 50, zorgcentrum Woerden

## Fotogalerij

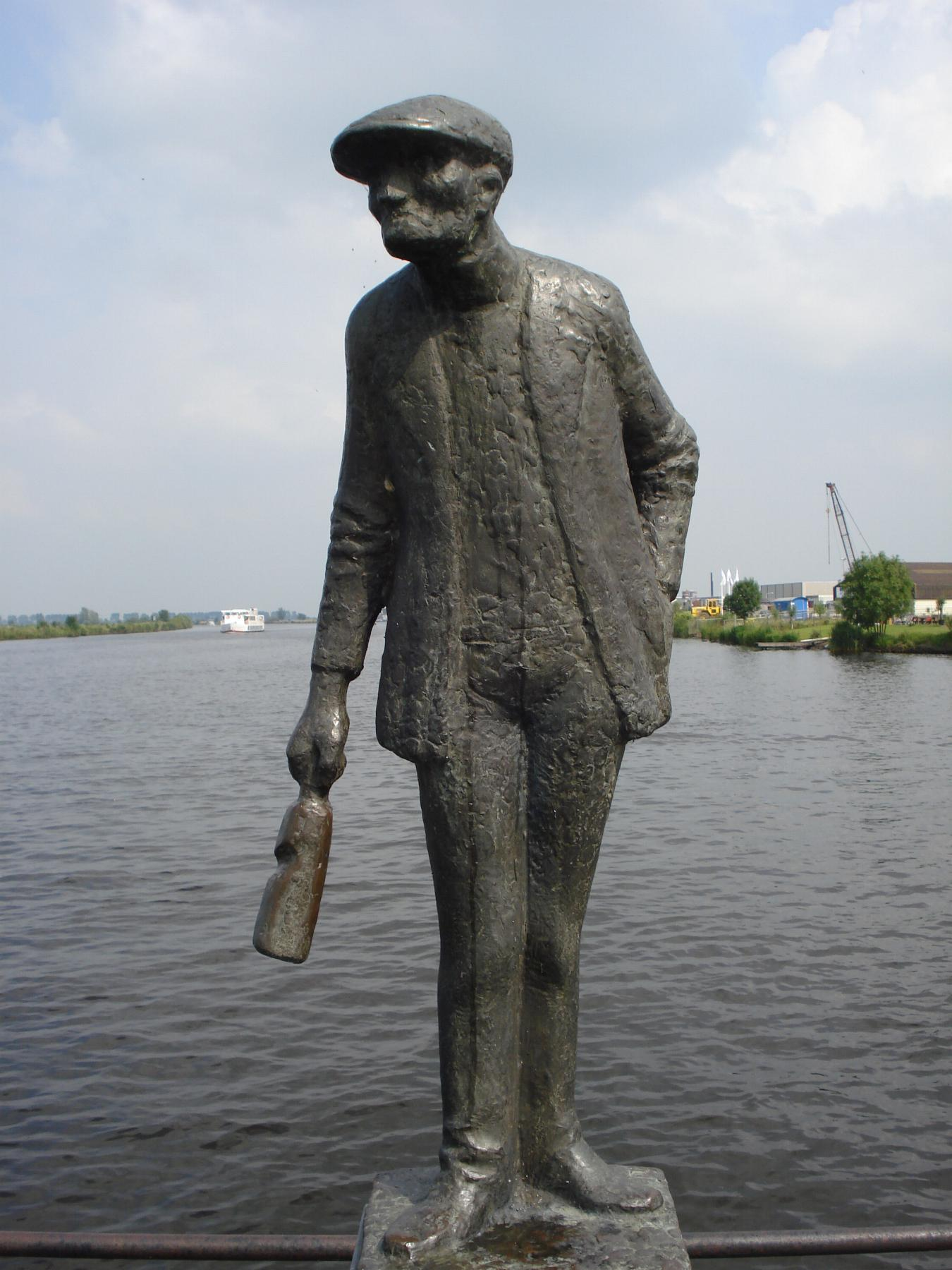
Oude veerman, Genemuiden
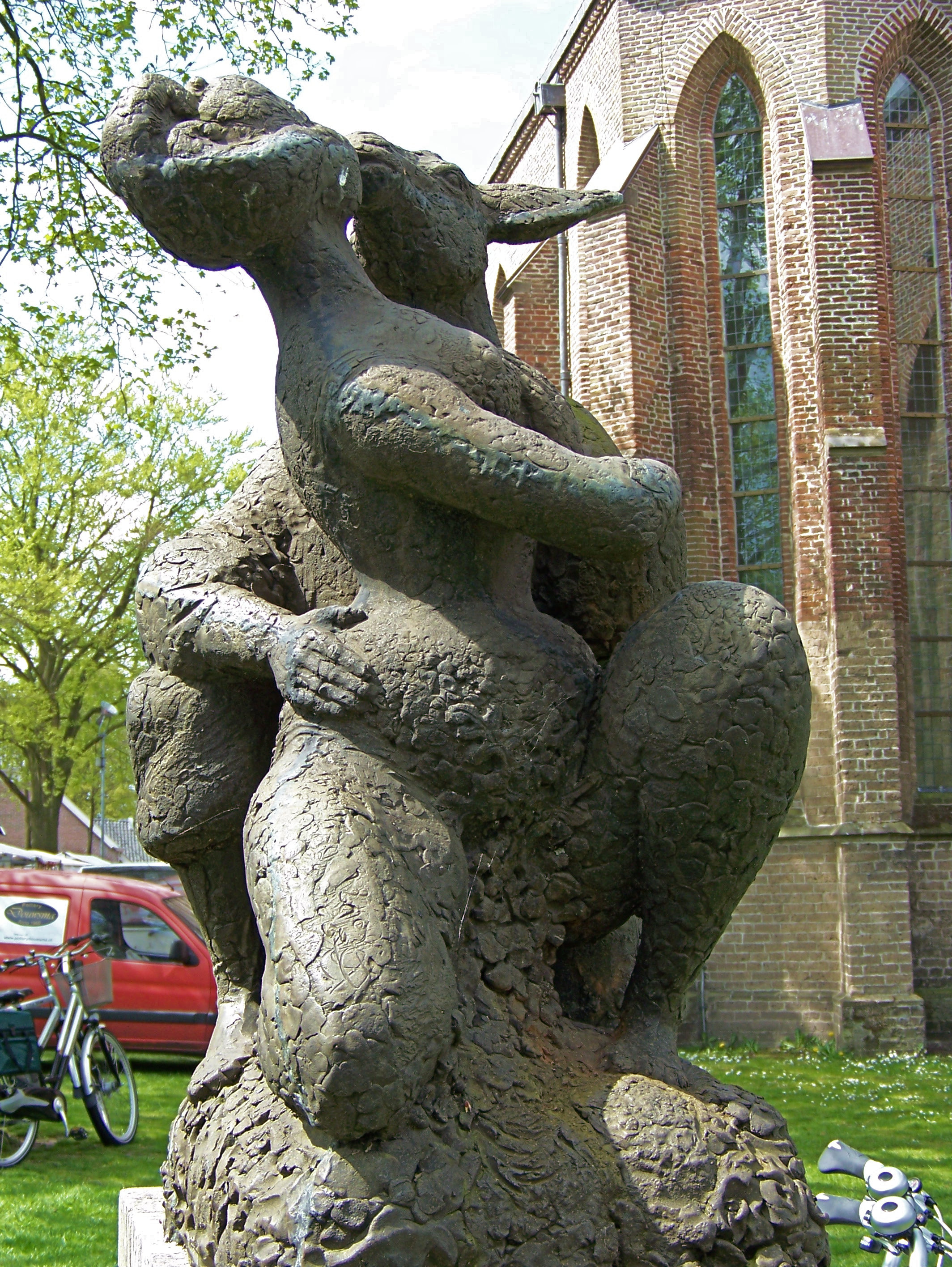
Titania en Spoel, Diever
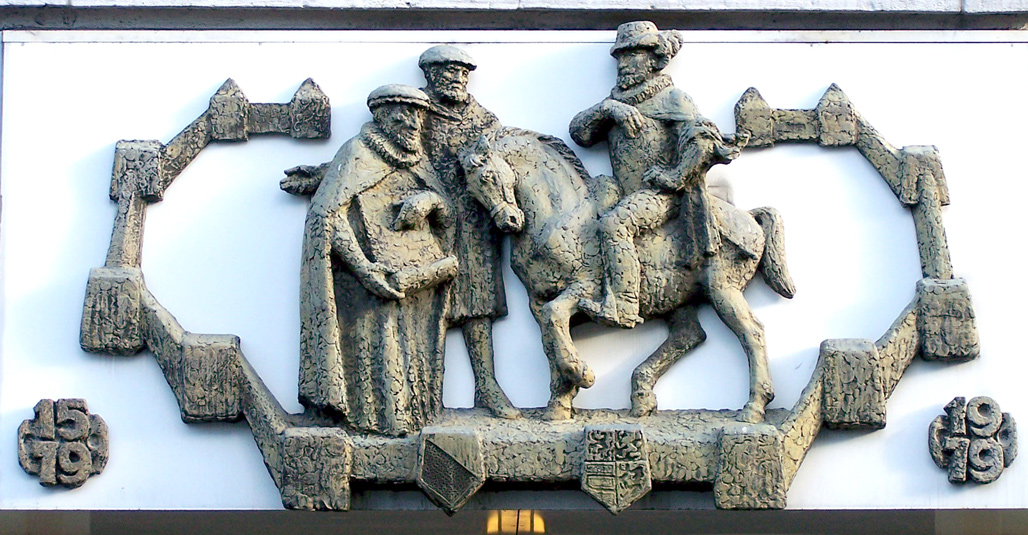
Reliëf 400 jaar Unie van Utrecht, Utrecht
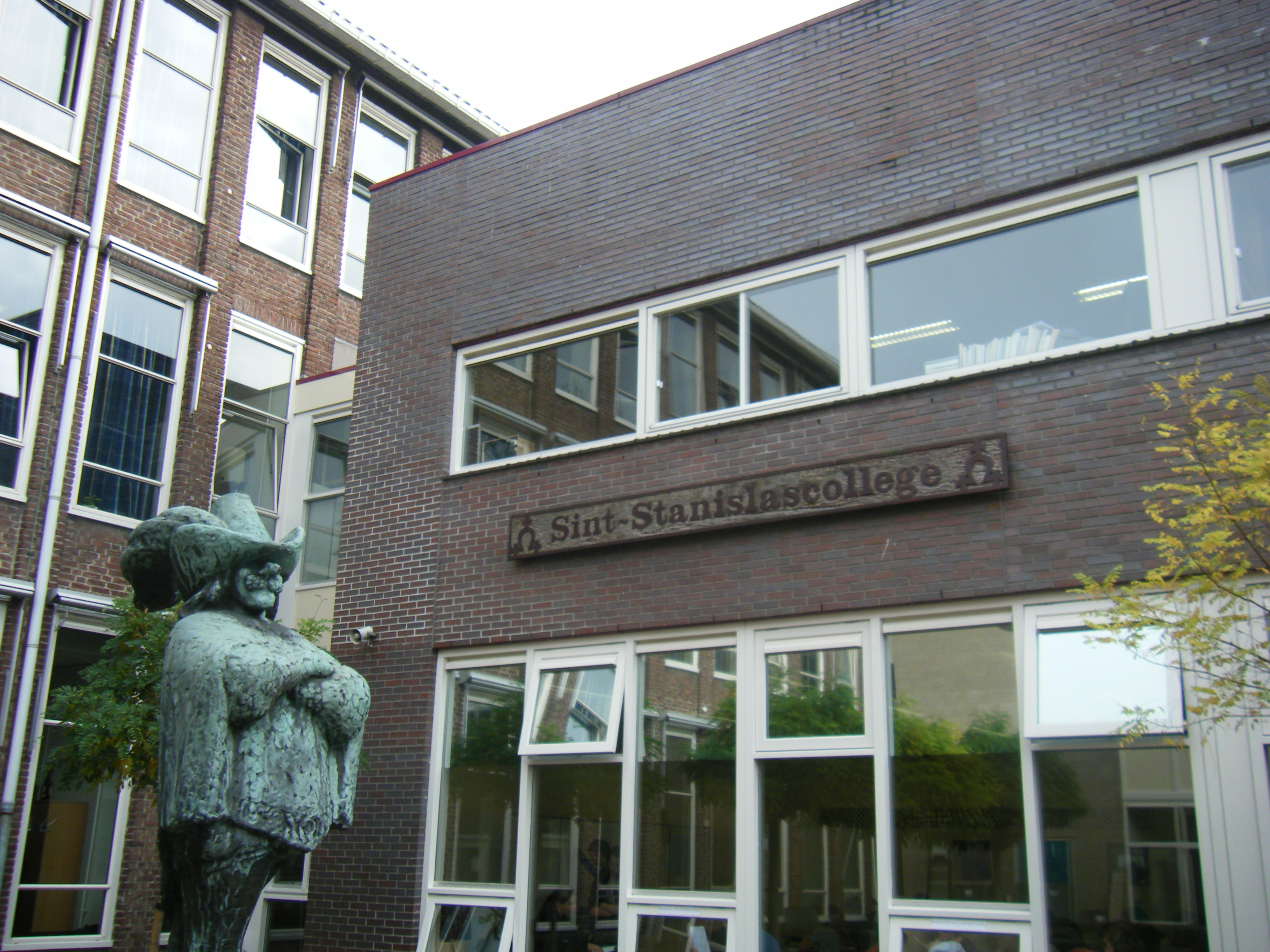
Beeld van Cyrano de Bergerac bij het Stanislascollege Delft
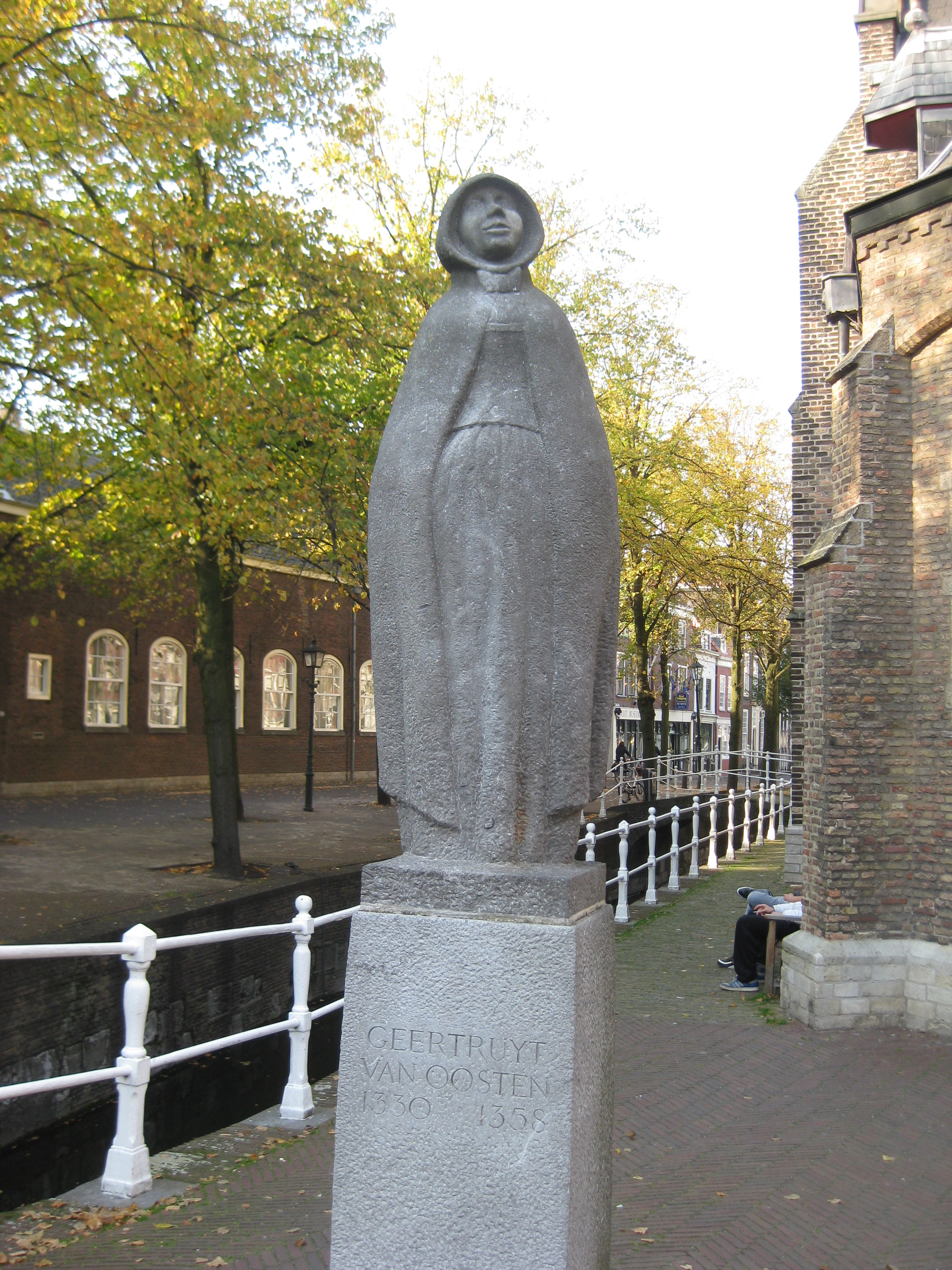
Beeld van Geertruyt van Oosten in Delft